# Apogonia vestita
Apogonia vestita är en skalbaggsart som beskrevs av Sharp 1876. Apogonia vestita ingår i släktet Apogonia och familjen Melolonthidae. Utöver nominatformen finns också underarten A. v. macassara.